# Тяньлуншань
Тяньлуншань, пещеры Тяньлуншаня (кит. трад. 天龙山石窟, пиньинь Tiānlóngshān Shíkū) — буддийский пещерный монастырь, расположенный к юго-западу от города Тайюань в китайской провинции Шаньси.

## Общие сведения
Создание буддистского монастыря относится к началу V века. Его расширение проводилось вплоть до VIII столетия, во времена правления в Китае династий Северная Ци и ранней Тан. Пещеры, составляющие монастырь, были вырыты на склонах двух соседствующих гор — на восточной из них 8 гротов, и на западной — 13. Все они богато украшены каменными скульптурами боддхисатв, фресками религиозного содержания и подобного рода рельефами.
В 2001 году пещерный монастырь Тяньлоншань был включён в список охраняемых памятников КНР.

## Дополнения
- Буддийские храмы Тяньлоншань (нидерл.). Архивировано из оригинала 3 декабря 2013 года.
- Пещеры Тяньлоншаня (кит.). Архивировано из оригинала 23 сентября 2015 года.